# Cantone di Plouigneau
Il Cantone di Plouigneau è una divisione amministrativa dell'arrondissement di Morlaix.
A seguito della riforma approvata con decreto del 13 febbraio 2014, che ha avuto attuazione dopo le elezioni dipartimentali del 2015, è passato da 7 a 17 comuni.

## Composizione
I 7 comuni facenti parte prima della riforma del 2014 erano:
- Botsorhel
- Guerlesquin
- Lannéanou
- Plouégat-Moysan
- Plougonven
- Plouigneau
- Le Ponthou

Dal 2015 i comuni appartenenti al cantone sono i seguenti 17:
- Botsorhel
- Le Cloître-Saint-Thégonnec
- Garlan
- Guerlesquin
- Guimaëc
- Lanmeur
- Lannéanou
- Locquirec
- Plouégat-Guérand
- Plouégat-Moysan
- Plouezoc'h
- Plougasnou
- Plougonven
- Plouigneau
- Plourin-lès-Morlaix
- Le Ponthou
- Saint-Jean-du-Doigt